# Ligue des champions féminine de volley-ball
La Ligue des champions féminine de volley-ball est la principale compétition européenne inter-clubs de volley-ball féminin. Elle est organisée par la Confédération européenne de volley-ball de façon annuelle.
L'édition 2019-2020, d'abord suspendue au mois de mars, est définitivement annulée le 23 avril 2020, par la CEV, en raison de la Pandémie de Covid-19,.

## Histoire
Elle est créée en 1960 sous le nom de Coupe des champions. En 2000 elle est renommée Ligue des champions.

### Changement de format en 2018
À partir de la saison 2018-2019, le format de la compétition change, 18 clubs, les mieux classés au Classement de la Ligue des champions (classement obtenu suivant les performances des clubs sur les trois dernières saisons) sont directement qualifiés pour le quatrième tour, viennent s'ajouter 2 clubs issus des qualifications (1er tour, 2e tour et 3e tour). Les clubs perdants de ces trois tours de qualification sont reversés dans la Coupe de la CEV.
Les 20 clubs participants au 4e tour, sont répartis en 5 poules de 4 équipes, les premiers et deuxièmes disputent les quarts de finale en matchs aller et retour. Les vainqueurs joueront les demi finales également en matchs aller et retour pour déterminer les finalistes qui s'affronteront dans une finale unique sur terrain neutre.

## Palmarès

### Palmarès par édition
| Année                                      | Champion                                             | Finaliste                                            | Troisième                                            | Quatrième                                            |
| Coupe des champions (1960-2000)            | Coupe des champions (1960-2000)                      | Coupe des champions (1960-2000)                      | Coupe des champions (1960-2000)                      | Coupe des champions (1960-2000)                      |
| ------------------------------------------ | ---------------------------------------------------- | ---------------------------------------------------- | ---------------------------------------------------- | ---------------------------------------------------- |
| 1961                                       | Dinamo Moscou                                        | AZS-AWF Warszawa                                     |                                                      |                                                      |
| 1962                                       | Burevestnik Odessa                                   | Slavia Sofia                                         |                                                      |                                                      |
| 1963                                       | Dinamo Moscou (2)                                    | AZS-AWF Warszawa                                     |                                                      |                                                      |
| 1964                                       | Levski-Spartak Sofia                                 | Dynamo Berlin                                        |                                                      |                                                      |
| 1965                                       | Dinamo Moscou (3)                                    | Dynamo Berlin                                        |                                                      |                                                      |
| 1966                                       | CSKA Moscou                                          | Dinamo Moscou                                        |                                                      |                                                      |
| 1967                                       | CSKA Moscou (2)                                      | Dinamo Moscou                                        |                                                      |                                                      |
| 1968                                       | Dinamo Moscou (4)                                    | CSKA Moscou                                          |                                                      |                                                      |
| 1969                                       | Dinamo Moscou (5)                                    | CSKA Moscou                                          |                                                      |                                                      |
| 1970                                       | Dinamo Moscou (6)                                    | Nim-Se Budapest                                      |                                                      |                                                      |
| 1971                                       | Dinamo Moscou (7)                                    | Tatran Střešovice                                    |                                                      |                                                      |
| 1972                                       | Dinamo Moscou (8)                                    | Tatran Střešovice                                    | Lokomotiv Moscou                                     |                                                      |
| 1973                                       | Nim-Se Budapest                                      | Dinamo Moscou                                        | Dynamo Berlin                                        |                                                      |
| 1974                                       | Dinamo Moscou (9)                                    | Nim-Se Budapest                                      | Dynamo Berlin                                        |                                                      |
| 1975                                       | Dinamo Moscou (10)                                   | Levski-Spartak Sofia                                 | Nim-Se Budapest                                      |                                                      |
| 1976                                       | Ruda Hvezda Prague                                   | Levski-Spartak Sofia                                 | Van Houten/VCH                                       | Étoile rouge Belgrade                                |
| 1977                                       | Dinamo Moscou (11)                                   | Nim-Se Budapest                                      | Traktor Schwerin                                     | Levski-Spartak Sofia                                 |
| 1978                                       | Traktor Schwerin                                     | Nim-Se Budapest                                      | Start Łódź                                           | Savoia Alzano                                        |
| 1979                                       | CSKA Sofia                                           | Nim-Se Budapest                                      | Dynamo Berlin                                        | Slavia Bratislava                                    |
| 1980                                       | Ruda Hvezda Prague (2)                               | Eczacıbaşı Istanbul                                  | Nim-Se Budapest                                      | Dinamo Tirana                                        |
| 1981                                       | Ouralotchka Sverdlovsk                               | Levski-Spartak Sofia                                 | Traktor Schwerin                                     | Slavia Bratislava                                    |
| 1982                                       | Ouralotchka Sverdlovsk (2)                           | DVC Dokkum                                           | SV Lohhof                                            | Levski-Spartak Sofia                                 |
| 1983                                       | Ouralotchka Sverdlovsk (3)                           | Vasas Izzo Budapest                                  | Slavia Bratislava                                    | SV Lohhof                                            |
| 1984                                       | CSKA Sofia (2)                                       | Olimpia Teodora Ravenne                              | SV Lohhof                                            | Eczacıbaşı Istanbul                                  |
| 1985                                       | ADK Alma-Ata                                         | Olimpia Teodora Ravenne                              | Tungsram SC                                          | SV Lohhof                                            |
| 1986                                       | CSKA Moscou (3)                                      | Olimpia Teodora Ravenne                              | Dynamo Berlin                                        | Czarni Słupsk                                        |
| 1987                                       | Ouralotchka Sverdlovsk (4)                           | Olimpia Teodora Ravenne                              | Dynamo Berlin                                        | CSKA Moscou                                          |
| 1988                                       | Olimpia Teodora Ravenne                              | Ouralotchka Sverdlovsk                               | Dynamo Berlin                                        | CSKA Sofia                                           |
| 1989                                       | Ouralotchka Sverdlovsk (5)                           | Olimpia Teodora Ravenne                              | Dynamo Berlin                                        | CSKA Sofia                                           |
| 1990                                       | Ouralotchka Sverdlovsk (6)                           | Olimpia Teodora Ravenne                              | Dinamo Tirana                                        | RC France                                            |
| 1991                                       | Mladost Zagreb                                       | Ouralotchka Sverdlovsk (7)                           | Olimpia Teodora Ravenne                              | Avéro/OS                                             |
| 1992                                       | Olimpia Teodora Ravenne (2)                          | Mladost Zagreb                                       | Ouralotchka Iekaterinbourg                           | CJD Feuerbach                                        |
| 1993                                       | Parmalat Matera                                      | Olimpia Teodora Ravenne                              | Ouralotchka Iekaterinbourg                           | Mladost Zagreb                                       |
| 1994                                       | Ouralotchka Iekaterinbourg (7)                       | Mladost Zagreb                                       | Latte Rugiada Matera                                 | SK UP Olomouc                                        |
| 1995                                       | Ouralotchka Iekaterinbourg (8)                       | CV Murcia                                            | Iskra Lugansk                                        | Parmalat Matera                                      |
| 1996                                       | Parmalat Matera (2)                                  | Ouralotchka Iekaterinbourg (10)                      | Iskra Lugansk                                        | RC Cannes                                            |
| 1997                                       | Foppapedretti Bergame                                | Ouralotchka Iekaterinbourg                           | RC Cannes                                            | Parmalat Matera                                      |
| 1998                                       | OK Dubrovnik                                         | Vakıfbank Ankara                                     | Foppapedretti Bergame                                | VBC Riom                                             |
| 1999                                       | Foppapedretti Bergame (2)                            | Vakıfbank Ankara                                     | RC Cannes                                            | Tenerife Marichal                                    |
| 2000                                       | Foppapedretti Bergame (3)                            | Ouralotchka Iekaterinbourg                           | Eczacıbaşı Istanbul                                  | Nafta Piła                                           |
| Ligue des champions européenne (2000-2008) |                                                      |                                                      |                                                      |                                                      |
| 2001                                       | Volley Modène                                        | Capo Sud Reggio Calabria                             | Ouralotchka Iekaterinbourg                           | Eczacıbaşı Istanbul                                  |
| 2002                                       | RC Cannes                                            | Foppapedretti Bergame                                | Tenerife Marichal                                    | Eczacıbaşı Istanbul                                  |
| 2003                                       | RC Cannes (2)                                        | Ouralotchka Iekaterinbourg                           | Foppapedretti Bergame                                | Volley Modène                                        |
| 2004                                       | Tenerife Marichal                                    | Pallavolo Sirio Pérouse                              | RC Cannes                                            | Azerrail Bakou                                       |
| 2005                                       | Foppapedretti Bergame (4)                            | Asystel Novare                                       | Tenerife Marichal                                    | RC Cannes                                            |
| 2006                                       | Sirio Pérouse                                        | RC Cannes                                            | Foppapedretti Bergame                                | Vakıfbank Günes Istanbul                             |
| 2007                                       | Foppapedretti Bergame (5)                            | Dinamo Moscou                                        | Tenerife Marichal                                    | Voléro Zurich                                        |
| 2008                                       | Sirio Pérouse (2)                                    | Zaretchie Odintsovo                                  | Asystel Novare                                       | Grupo 2002 Murcie                                    |
| Ligue des champions de la CEV (2008-)      |                                                      |                                                      |                                                      |                                                      |
| 2009                                       | Volley Bergame (6)                                   | Dinamo Moscou                                        | Sirio Pérouse                                        | Eczacıbaşı Istanbul                                  |
| 2010                                       | Volley Bergame (7)                                   | Fenerbahçe Istanbul                                  | RC Cannes                                            | Asystel Novare                                       |
| 2011                                       | Vakıfbank Istanbul                                   | Rabita Bakou                                         | Fenerbahçe Istanbul                                  | Scavolini Pesaro                                     |
| 2012                                       | Fenerbahçe Istanbul                                  | RC Cannes                                            | Dinamo Kazan                                         | MC-Carnaghi Villa Cortese                            |
| 2013                                       | Vakıfbank Istanbul (2)                               | Rabita Bakou                                         | FV Busto Arsizio                                     | Galatasaray Istanbul                                 |
| 2014                                       | Dinamo Kazan                                         | Vakıfbank Istanbul                                   | Rabita Bakou                                         | Eczacıbaşı Istanbul                                  |
| 2015                                       | Eczacıbaşı Istanbul                                  | FV Busto Arsizio                                     | Vakıfbank Istanbul                                   | KPS Chemik Police                                    |
| 2016                                       | VBC Casalmaggiore                                    | Vakıfbank Istanbul                                   | Fenerbahçe Istanbul                                  | Dinamo Kazan                                         |
| 2017                                       | Vakıfbank Istanbul (3)                               | Imoco Volley Conegliano                              | Eczacıbaşı Istanbul                                  | Dinamo Moscou                                        |
| 2018                                       | Vakıfbank Istanbul (4)                               | CS Volei Alba-Blaj                                   | Imoco Volley Conegliano                              | Galatasaray Istanbul                                 |
| 2019                                       | AGIL Novare                                          | Imoco Volley Conegliano                              | Fenerbahçe Istanbul                                  | Vakıfbank Istanbul                                   |
| 2020                                       | Édition arrêtée en raison de la Pandémie de Covid-19 | Édition arrêtée en raison de la Pandémie de Covid-19 | Édition arrêtée en raison de la Pandémie de Covid-19 | Édition arrêtée en raison de la Pandémie de Covid-19 |
| 2021                                       | Imoco Volley Conegliano                              | Vakıfbank Istanbul                                   | AGIL Novare                                          | FV Busto Arsizio                                     |
| 2022                                       | Vakıfbank Istanbul (5)                               | Imoco Volley Conegliano                              | Fenerbahçe Istanbul                                  |                                                      |
| 2023                                       | Vakıfbank Istanbul (6)                               | Eczacıbaşı Istanbul                                  |                                                      |                                                      |
| 2024                                       | Imoco Volley Conegliano (2)                          | Vero Volley Milan                                    |                                                      |                                                      |
| 2025                                       | Imoco Volley Conegliano (3)                          | Pallavolo Scandicci (it)                             | Vero Volley Milan                                    | Vakıfbank Istanbul                                   |

- L'Ouralotchka Sverdlovsk et l'Ouralotchka Iekaterinbourg sont devenus par la suite le même club.

### Palmarès par club
| #  | Clubs                      | Victoires | Années                                                           |
| -- | -------------------------- | --------- | ---------------------------------------------------------------- |
| 1  | Dinamo Moscou              | 11        | 1961, 1963, 1965, 1968, 1969, 1970, 1971, 1972, 1974, 1975, 1977 |
| 2  | Ouralotchka Iekaterinbourg | 8         | 1981, 1982, 1983, 1987, 1989, 1990, 1994, 1995                   |
| 3  | Volley Bergame             | 7         | 1997, 1999, 2000, 2005, 2007, 2009, 2010                         |
| 4  | Vakıfbank İstanbul         | 6         | 2011, 2013, 2017, 2018, 2022, 2023                               |
| 5  | CSKA Moscou                | 3         | 1966, 1967, 1986                                                 |
| 5  | Imoco Volley Conegliano    | 3         | 2021, 2024, 2025                                                 |
| 7  | Rudá Hvězda Praha          | 2         | 1976, 1980                                                       |
| 7  | CSKA Sofia                 | 2         | 1979, 1984                                                       |
| 7  | Teodora Ravenne            | 2         | 1988, 1992                                                       |
| 7  | Pallavolo Femminile Matera | 2         | 1993, 1996                                                       |
| 7  | Racing Club de Cannes      | 2         | 2002, 2003                                                       |
| 7  | Pallavolo Sirio Pérouse    | 2         | 2006, 2008                                                       |
| 13 | Burevestnik Odessa         | 1         | 1962                                                             |
| 13 | Levski-Spartak Sofia       | 1         | 1964                                                             |
| 13 | Nim-Se Budapest            | 1         | 1973                                                             |
| 13 | SC Traktor Schwerin        | 1         | 1978                                                             |
| 13 | ADK Alma-Ata               | 1         | 1985                                                             |
| 13 | Mladost Zagreb             | 1         | 1991                                                             |
| 13 | OK Dubrovnik               | 1         | 1998                                                             |
| 13 | Volley Modène              | 1         | 2001                                                             |
| 13 | Club Voleibol Tenerife     | 1         | 2004                                                             |
| 13 | Fenerbahçe İstanbul        | 1         | 2012                                                             |
| 13 | Dinamo Kazan               | 1         | 2014                                                             |
| 13 | Eczacıbaşı İstanbul        | 1         | 2015                                                             |
| 13 | VBC Casalmaggiore          | 1         | 2016                                                             |
| 13 | AGIL Novare                | 1         | 2019                                                             |

### Palmarès par nation
| Rang | Pays               | Médaille d'or | Médaille d'argent | Médaille de bronze | Total |
| 1    | Union soviétique   | 22            | 7                 | 2                  | 31    |
| 2    | Italie             | 19            | 17                | 10                 | 46    |
| 3    | Turquie            | 8             | 8                 | 6                  | 22    |
| 4    | Russie             | 3             | 7                 | 2                  | 12    |
| 5    | Bulgarie           | 3             | 5                 | -                  | 8     |
| 6    | France             | 2             | 2                 | 4                  | 8     |
| 7    | Tchécoslovaquie    | 2             | 2                 | 1                  | 5     |
| 8    | Hongrie            | 1             | 5                 | 4                  | 10    |
| 9    | Allemagne de l'Est | 1             | 2                 | 8                  | 11    |
| 10   | Croatie            | 1             | 2                 | -                  | 3     |
| 11   | Espagne            | 1             | 1                 | 3                  | 5     |
| 12   | Yougoslavie        | 1             | -                 | -                  | 1     |
| 13   | Azerbaïdjan        | -             | 2                 | 1                  | 3     |
| 13   | Pologne            | -             | 2                 | 1                  | 3     |
| 15   | Pays-Bas           | -             | 1                 | 1                  | 2     |
| 16   | Roumanie           | -             | 1                 | -                  | 1     |
| 17   | Allemagne          | -             | -                 | 2                  | 2     |
| 17   | Ukraine            | -             | -                 | 2                  | 2     |
| 19   | Albanie            | -             | -                 | 1                  | 1     |

## Meilleures joueuses par tournoi

### 2002–2009
| - 2002 – Victoria Ravva (RC Cannes) - 2003 – Victoria Ravva (RC Cannes) - 2004 – Ielena Godina (Tenerife Marichal) - 2005 – Lioubov Sokolova (Foppapedretti Bergamo) | - 2006 – Victoria Ravva (RC Cannes) - 2007 – Angelina Grün (Foppapedretti Bergamo) - 2008 – Simona Gioli (Despar Perugia) - 2009 – Serena Ortolani (Foppapedretti Bergamo) |

### 2010–2019
| - 2010 – Francesca Piccinini (Foppapedretti Bergamo) - 2011 – Małgorzata Glinka (VB Günes Sigorta) - 2012 – Kim Yeon-koung (Fenerbahçe İstanbul) - 2013 – Jovana Brakočević (Vakıfbank İstanbul) - 2014 – Iekaterina Gamova (Dinamo Kazan) | - 2015 – Jordan Larson (Eczacıbaşı Vitra) - 2016 – Francesca Piccinini (Pomì Casalmaggiore) - 2017 – Zhu Ting (Vakıfbank) - 2018 – Gözde Kırdar (Vakıfbank) - 2019 – Paola Egonu (AGIL Novare) |

### 2020–2029
| - 2020 – Titre non décerné - 2021 – Paola Egonu (Imoco Volley Conegliano) - 2022 – Gabriela Guimarães (Vakıfbank) - 2023 – Paola Egonu (Vakıfbank) - 2024 – Isabelle Haak (Imoco Volley Conegliano) | - 2025 – Isabelle Haak (Imoco Volley Conegliano) |